# جغد نواری
جغد نواری یا جغد هوهو (نام علمی: Strix varia)، گونه‌ای جغد بزرگ است که در سرده جغدهای بی‌گوش قرار دارد. این گونه بومی آمریکای شمالی است.